# 石井絹治郎
石井 絹治郎（いしい けんじろう、明治21年〈1888年〉2月14日 - 昭和18年〈1943年〉5月9日）は、香川県出身の化学者・薬剤師・実業家。
大正製薬の創業者・初代社長で、薬剤師の地位向上のため尽力した。また後に三代目社長となる上原正吉の素質を見抜き育て上げた。55年と短い生涯にもかかわらず多数の事業を成し遂げた実業家でもある。

## 生涯

### 生い立ち
1888年に愛媛県三豊郡比地二村（現香川県三豊市高瀬町）で農業を営む父石井兵吉、母石井ハルの三男として生まれる。父である兵吉は、石井茂兵衛の養子として石井家に入ったが、兵吉を養子とした後、茂兵衛に殷太郎が生まれ分家したため、兵吉一家の暮らし向きは楽ではなかった。1895年に比地小学校に入学した。子供時代の夢は「大臣か代議士に成ること」だった。
1901年（13歳の時）に上京し、宮内省侍医の岡家に書生として住み込みながら、1904年、明治薬科大学の前身である神田薬学校夜間学部（1906年明治薬学校に改称）に入学し、薬学を学ぶ。神田薬学校を選んだ理由は、住み込み先の岡邸に近く、夜間授業を実施していたからである。
1906年に明治薬学校を首席で卒業し、当時合格率が極端に低かった薬剤師国家試験に最年少の18歳で一発合格した。しかし、当時の資格取得年齢は満20歳だったため、2年間保留となり、その間、宮内省侍医寮薬局実習を経て、東京高等師範学校（現：筑波大学）理学部化学科教授の小川正孝の助手となる。
1908年に保留だった薬剤師免許証の取得を受け、牛込佐内町に「泰山堂薬局」を開設し、故郷から一家を東京へ迎える。
1910年に従兄妹同士であった豊島ムメと結婚。

### 大正製薬設立
1912年に「大正製薬所」を設立し「ヘモグロビンエキス」「ヘモグロビン菓子」の製造販売を始め、事業が軌道に乗る。
当時、日本薬剤師会を中心に薬界をあげて取り組んでいた売薬法改正をめぐる運動に参加し、島田三郎や三木武吉ら政界有力者への積極的なロビー活動を行った。結果的に、『売薬調整権を薬剤師に限る』という売薬法改正案は成立し、薬剤師の地位が飛躍的に向上した。因みに、三木とは同県人のよしみから、その後も急速に接近した。
事業拡大に伴う従業員増強の必要性から、それまでの縁故者に限っていた採用方針を転換し、1916年に当時19歳だった上原正吉を住み込みで採用した。
関東大震災で日本薬剤師会が焼失した際に、大正製薬所の応接間を仮事務所に提供する一方、出入りの大工を焼跡に派遣し、バラック建の事務所を急造させたほか、1918年に開設していた大阪支店に命じて、大阪から大量の医薬品や衛生材料などを至急輸送させ、罹災した会員に無料配布するなど、迅速果敢な処置を行った。結果的に、東京の同業者の多くが罹災したが、運よく罹災を逃れた大正製薬所に注文が殺到し、損失の数倍に匹敵する利益を上げた。
1928年に大正製薬所を大正製薬株式会社へ改組。翌年、営業不振により撤退していた大阪に再進出し、当時まだ32歳だった上原正吉を大阪支店長に大抜擢する。1932年には大連に支店を開設した。

### 晩年
仕事一徹で、昼夜を問わず駆けずり回っていた石井は、多数の委員会の委員や委員長を歴任すると共に、大正製薬以外の事業を数多く手がけた。1940年には皇紀2600年を記念して、国際政治学者で東京帝国大学法学部教授の神川彦松らと皇道文化研究所を設立した。
1943年4月に東京商工会議所満鮮北支経済使節団長として渡支し、帰国後チフスを発病、同年5月9日永眠。享年55。5月13日に警報下、音羽の護国寺において告別式が営まれ、同墓地に埋葬された。葬儀委員長はのちに外務大臣となる藤山愛一郎が務めた。戒名：鳳心院剛毅慈恵居士。

## 人物
- 31歳の時に重いチフスに罹患したが、奇跡的に回復し、以後はその人生を走り抜いた。『以前に罹ったことがあるので、チフスは大丈夫』と、人々の忠告を聞かないで予防注射を打たずに渡支し、大陸の強烈なチフスに罹患し、死去した。
- 石井の懐刀であった上原正吉は後に、『全く、啄木の歌の通りの、白くて大きな手を持った非凡な人間でありました』と表現し、『部下に対する寛容と愛情 / 積極、進取の気象 / 度胸と勇断を学んだ』と述べている。3代目社長として上原正吉が社業を引き継いだが、絹治郎が多方面に築き上げた人脈が基礎となり、発展した。
- 明治薬科大学初代校長恩田経介は『一見強面だが、恐ろしく気前がよく、熱血漢で義理固い反面、惚れっぽい』と石井のことを評している。
- エーザイの創業者内藤豊次とはいわゆるライバル関係であり、商売では競い合っていたが、お互いに尊敬し合っており、内藤がスイスに行く際、当時スイスに留学していた長男：輝司宛ての伝言を頼んだほどである。
- 葬儀委員長を務めた藤山愛一郎は晩年、『石井さんが戦後まで生きておられたら、戦後混乱期の日本の先導役として戦後経済復興のために大きな貢献をされたであろう。国の為にも御家族のためにも、僅55歳で逝かれたことが惜しまれてならない。』と語っている。
- 皇道文化研究所を共に設立した神川彦松は、石井の亡骸に対面し、『戰局下当面の課題としては、東亞共榮圏を建設するための基礎工事たる日本的世界觀の樹立が本研究所の目的であり、課題でありますが、熱意の賜物である、貴方様は日本精神を根底とし、日本的天才を發揮して日本的にして、然も世界的に妥當する世界觀を樹立しようと心がけたのでありました。このことたる実に深遠にして至難な學的課題であります。貴方様を失ったことは、我が研究所はもとより、皇國にとり最大の不幸であり、打撃であります。』とその若い死を嘆いた。

## 家族・親族
- 父：石井兵吉
- 母：ハル
- 妻：ムメ
- 長男：輝司（元大正製薬社長）
- 次男：良二（没1歳）
- 長女：秀子（没1歳）
- 孫：啓太郎（明治薬科大学学長）
- 長男の輝司も明治薬科大学を卒業しており、孫の啓太郎も明治薬科大学薬学部製薬学科教授であり、石井家と同大学とは3代にわたって関わり合いがある。

## 年譜
- 1888年 - 愛媛県三豊郡比地二村（現香川県三豊市高瀬町）に生まれる。
- 1899年 - 比地小学校卒業。
- 1901年 - 薬業見習のため上京。
- 1904年 - 神田薬学校（現：明治薬科大学）入学。
- 1906年 - 明治薬学校（現：明治薬科大学）卒業。薬剤師国家試験合格。
- 1908年 - 泰山堂薬局開設。日本薬剤師会入会。
- 1910年 - 従兄妹であるムメと結婚。
- 1912年 - 大正製薬所設立。
- 1914年 - 念願の売薬法改正。
- 1915年 - 長男石井輝司誕生。
- 1916年 - 日本薬剤師会東京府選出代議員に当選。上原正吉を採用。
- 1919年 - チフスに罹患するも、一命を取り留める。
- 1923年 - 日本薬剤師会理事に選出。
- 1924年 - 日本薬剤師会薬事業務調査委員に就任。
- 1925年 - 明薬大成会初代会長に就任。
- 1926年 - 日本薬剤師会東京府薬会長に当選。（没するまで日本薬剤師会理事と重任）
- 1928年 - 大正製薬所を株式会社大正製薬へ改組。
- 1929年 - 日本薬剤師会副会長に当選。大正製薬大阪支店開設。
- 1932年 - 大日本化学工業会長に就任。大正製薬大連支店開設。
- 1933年 - 日本微生物研究所を設立。
- 1935年 - 東京府国防科学協会会長、大日本国防科学協会副会長に就任。日本薬剤師会副会長に再任。
- 1937年 - 東京商工会議所議員に当選。東京府防空委員に就任。
- 1938年 - 日本鉱業開発と日生鉱業を設立し、両社の取締役社長に就任。比地小学校に教育資金を寄付。
- 1939年 - 商工省価格形成専門委員に就任。興亜炭素（現：ツルミコール）を設立し、取締役社長に就任。
- 1940年 - 全国薬業団体連合会会長・東京薬業同業組合長・戦時特別調停委員に就任。皇紀2600年を記念し神川彦松らと皇道文化研究所を設立。
- 1941年 - 東京商工会議所議員に再選。東京府医薬品需給調査会副会長・医薬品配給統制審議会中央委員長に就任。
- 1942年 - 東京市会議員に当選。
- 1943年 - 石井精機社長に就任。4月に東京商工会議所満鮮北支経済使節団長として渡支し、帰国後チフスを発病、同年5月9日永眠（満55歳）。

## 著書
- 『南方生命線基地台湾・南支の感想』主張社、1935年8月10日。全国書誌番号:44023739。

## 伝記
- 石井輝司『父の思い出 石井絹治郎伝』廣川書店、1965年5月9日。 NCID BA72318100。全国書誌番号:78019687。